# Коэн, Мэтт
Мэттью Джозеф «Мэтт» Коэн (англ. Matthew Joseph «Matt» Cohen, род. 28 сентября 1982) — американский актёр, известный по роли Эйдана Дэннисона в подростковом сериале «Юг нигде» (2005—2008).

## Жизнь и карьера
Коэн родился в Майами, штат Флорида. В средней школе он играл в футбол, соревновался в автогонках и мотокроссе и окончил её с отличием. Сыграл главную роль в фильмах «Бугимен 2» и «Тёмный час», а также Эйдана Дэннисона в сериале «Юг нигде». В конце 2008 года сыграл молодого Джона Винчестера в сериале «Сверхъестественное», позже появившись вновь в этой роли в эпизоде «The Song Remains The Same» пятого сезона. В 2009 году выступил в качестве сопродюсера фильма «За пределом» с Ниа Пиплс, Майклом Гразиадеем, Данте Баско и Робом Романом в главных ролях, сыграл роль Сида в веб-сериале «Rockville, CA» Джоша Шварца, автора сериалов «Одинокие сердца» и «Сплетница».
В 2011 году он появился в нескольких эпизодах «90210: Новое поколение». В 2015 году он получил второстепенную роль во втором сезоне «Как избежать наказания за убийство». В 2016 присоединился к основному актёрскому составу мыльной оперы «Главный госпиталь».
С 2011 года женат на Мэнди Масгрейв. В 2015 году у них родился сын Маклин.

## Фильмография

### Кино
| Год  | Название       | В оригинале  | Роль         | Примечания      |
| ---- | -------------- | ------------ | ------------ | --------------- |
| 2007 | Бугимен 2      | Boogeyman 2  | Генри Портер |                 |
| 2009 | За пределом    | The Outside  | Трэвис       | Сопродюсер      |
| 2009 | Тёмный дом     | Dark House   | Руди         |                 |
| 2010 | Письмо счастья | Chain Letter | Джонни Джонс |                 |
| 2010 | Солнечный вид  | Sunnyview    | Мигель       | короткометражка |
| 2012 | Импульс        | Trigger      | Райан        |                 |

### Телевидение
| Год            | Название                            | В оригинале                    | Роль                                         | Примечания                                             |
| -------------- | ----------------------------------- | ------------------------------ | -------------------------------------------- | ------------------------------------------------------ |
| 2005           | Комплекс                            | Complex                        | Жак                                          | телевизионный фильм                                    |
| 2006           | Одинокие сердца                     | The O.C.                       | Джим                                         | 3 сезон, 18 серия                                      |
| 2008           | Медиум                              | Medium                         | Райан Хаас                                   | 4 сезон, 11 серия                                      |
| 2008—2010 2015 | Сверхъестественное                  | Supernatural                   | Джон Винчестер (в молодости) архангел Михаил | 4 сезон, 3 серия и 5 сезон, 13 серия 11 сезон, 4 серия |
| 2005—2008      | Юг нигде                            | South of Nowhere               | Эйдан Дэннисон                               | главная роль, 38 эпизодов                              |
| 2009           | Сказки на ночь                      | Nite Tales: The Series         | Джон                                         | 1 сезон, 5 серия                                       |
| 2010           | Морская полиция: Лос-Анджелес       | NCIS: Los Angeles              | рядовой-морпех Джеймс Уинстон                | 2 сезон, 4 серия                                       |
| 2011           | 90210: Новое поколение              | 90210                          | Джереми                                      | 4 сезон, 1, 2, 11 и 12 серии                           |
| 2011           |                                     | Cowgirl Up                     | Шериф Б. Кэлхун                              | Сопродюсер                                             |
| 2013           | Список клиентов                     | The Client List                | Виктор Коллинз                               | 2 сезон, 9 серия                                       |
| 2014           | Мелисса и Джоуи                     | Melissa & Joey                 | Вик Спинелли                                 | 3 сезон, 22 серия                                      |
| 2014           | Мыслить как преступник              | Criminal Minds                 | Джон Франклин                                | 10 сезон, 6 серия                                      |
| 2015           | Как избежать наказания за убийство  | How to Get Away with Murder    | Леви Уэскотт                                 | 2 сезон, 2, 3, 4 и 5 серии                             |
| 2016—2019      | Главный госпиталь                   | General Hospital               | доктор Гриффин Манро                         | одна из центральных ролей, 263 эпизода                 |
| 2017           | Мыслить как преступник: За границей | Criminal Minds: Beyond Borders | Райан Гарретт                                | 2 сезон, 1, 7 и 13 серии                               |

### Другие проекты
| Год  | Название             | В оригинале   | Роль     | Примечания |
| ---- | -------------------- | ------------- | -------- | ---------- |
| 2009 | Роквилль, Калифорния | Rockville, CA | Сид Кинг | Веб-сериал |